# Nikolaj Bersarin
Nikolaj Bersarin (russisk: Николай Эрастович Берзарин tr. Nikolaj Erastovitj Bersarin : født 1. april 1904 i Sankt Petersborg – 16. juni 1945 i Berlin) var en russisk general i Den Røde Hær i Stalin-æraen og under 2. verdenskrig. I 1945 blev han den første kommandør i det besatte Berlin. 

## Kommandør i Berlin
Under Slaget om Berlin nåede Bersarins 5. armé Berlins østlige forstæder den 21. april 1945 som den første sovjetiske armé. Den 24. april udpegede marskal Sjukov Bersarin som kommandør i byen i overensstemmelse med traditionen fra zar-tiden, om at den kommandør, der først når en by også overdrages kommandoen over den. Med Sjukovs bemyndigelse opnåede Bersarin uindskrænket magt over Berlin. Efter kamphandlingerne i Berlin var ophørt begyndte en genopbygning af byen under Bersarins kommando, hvor der blev forsøgt åbnet for vand, elektricitet ligesom den belejrede befolkning manglede mad, vand og andre basale fornødenheder. Den 17. maj 1945 udpegede han Arthur Werner som den første borgmester i Berlin efter krigen. 
Den 16. juni 1945, kun 55 dage efter at været blevet udpeget som kommandør over Berlin, omkom Bersarin i en trafikulykke, da han på motorcykel kolliderede med en lastbilkonvoj i byen. 

## Æresborgerskab
Bersarin blev i 1975 posthumt tildelt et æresborgerskab i Østberlin af det daværende kommunistiske bystyre. Efter den tyske genforening blev dette æresborgerskab dog frataget Bersarin efter en afstemning i Berlins senat. Han blev dog atter i 2003 tildelt æresborgerskabet under henvisning til Bersarins indsats for at bringe forsyninger til Berlins befolkning i tiden efter krigsafslutningen. 
Modstandere af at tildele Bersarin æresborgerskabet hævdede, at han var ansvarlig for sovjetiske krigsforbrydelser og at han i juni 1941 havde været ansvarlig for deportationen af mere end 40.000 baltere. Disse beskyldninger viste sig imidlertid at være uden vægt, da Bersarin havde været udstationeret i Vladivostok på tidspunktet for overgrebene i Baltikum